# Dolomiti Superski

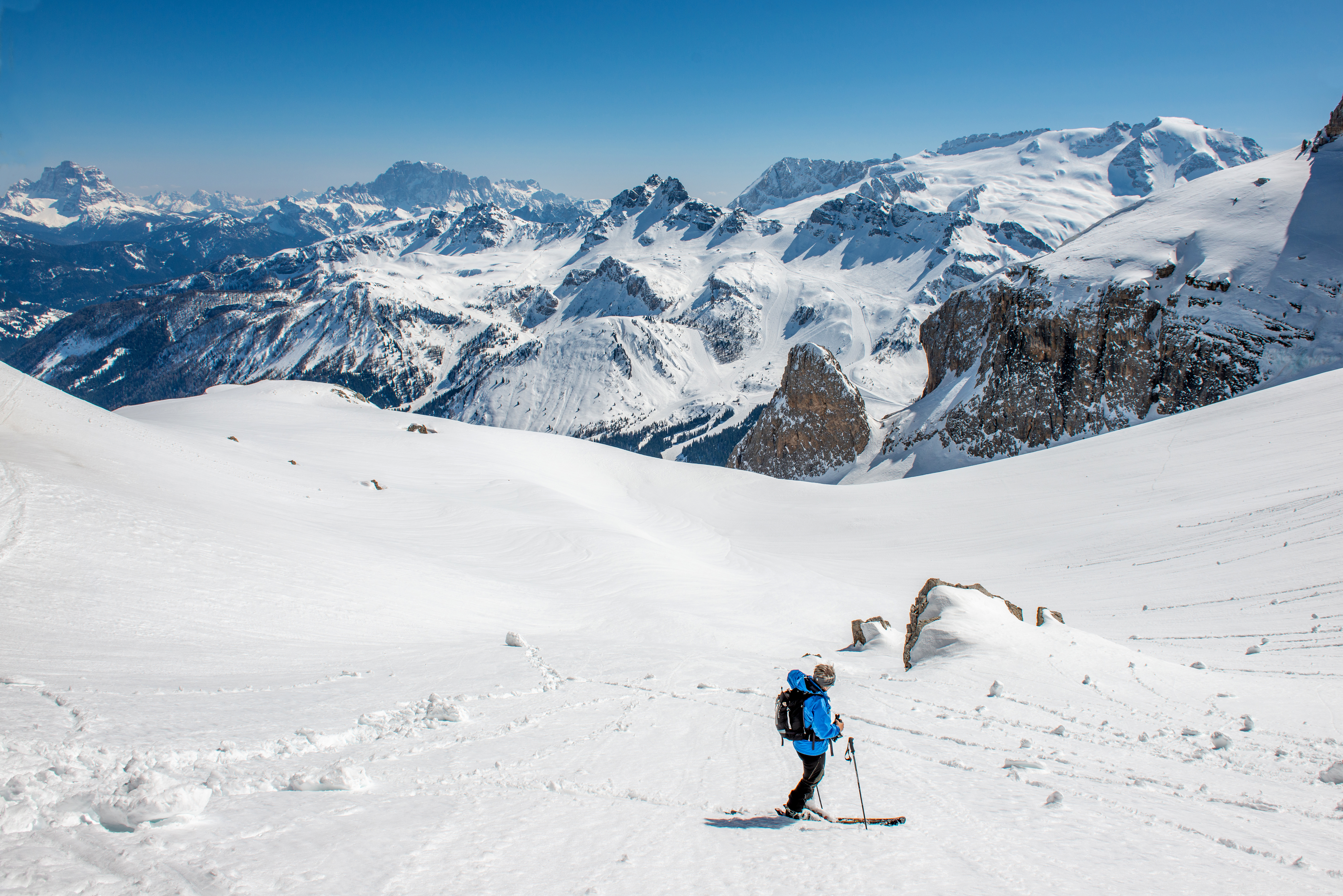
Een off-piste afdaling van de Piz Boè, de hoogste bergtop van het Sellamassief

Dolomiti Superski is een groot skigebied in de Italiaanse Dolomieten. Het is geen volledig aaneengesloten wintersportgebied, maar een verzameling van 12 skioorden die allemaal toegankelijk zijn met dezelfde skipas. Alle pistes samen meten meer dan 1200 kilometer. Het netwerk is opgericht in 1974.
Een aaneengesloten deel van Dolomiti Superski, de Sella Ronda rond het Sellamassief, kan op zichzelf beschouwd worden als het 2e grootste aaneengesloten wintersportgebied ter wereld. Skiërs kunnen de skitour of het skicircuit van de Sella Ronda op een dag afleggen, zowel in wijzerzin als in tegenwijzerzin. Een andere groot skicircuit is de giro della Grande Guerra; om die te kunnen voltooien moeten skiërs wel twee keer op de bus.
Dolomiti Superski omvat de volgende skigebieden:
- Cortina d'Ampezzo
- Kronplatz - Plan de Corones
- Alta Badia
- Val Gardena / Seiser Alm
- Val di Fasso / Carezza
- Arabba / Marmolada
- 3 Zinnen Dolomites
- Val di Fiemme / Obereggen
- San Martino di Castrozza / Rolle Pass
- Gitschberg Jochtal - Brixen
- Alpe Lusia / San Pellegrino
- Civetta